# Премия XBIZ лучшей MILF-исполнительнице года
Премия XBIZ/XMA лучшей MILF-исполнительнице года (англ. XBIZ/XMA Award for MILF Performer of the Year) — ежегодная награда в области порноиндустрии, вручаемая компанией XBIZ лучшей MILF-исполнительнице года. Награда была учреждена в 2011 году. Последней на январь 2025 года обладательницей этой награды является Пенни Барбер.

## Лауреаты и номинанты

### 2010-е годы
| Церемония/Год | Фото лауреата | Лауреат          | Номинанты |
| ------------- | ------------- | ---------------- | --- |
| 9-я (2011)    |               | Лиза Энн         | Алия Джанин Даймонд Фокс Джулия Энн Диана Долл Дианна Лаурен Индия Саммер Келли Мэдисон Таня Тейт Франческа Ли                                                                       |
| 10-я (2012)   |               | Индия Саммер     | Анжанетт Астория Вероника Авлав Даймонд Фокс Джейн Бёрджесс Джулия Энн Зои Холлоуэй Келли Мэдисон Клаудия Мари Лиза Энн Прия Рай Таня Тейт Франческа Ли Элексис Монро Эми Фишер      |
| 11-я (2013)   |               | Таня Тейт        | Ава Аддамс Ванилла Девилль Вероника Авлав Девон Ли Джулия Энн Индия Саммер Кендра Ласт Лиза Энн Нина Хартли Прия Рай Рэйлин Саманта Райан Франческа Ли Элексис Монро                 |
| 12-я (2014)   |               | Джулия Энн       | Алана Эванс Ариелла Феррера Вероника Авлав Дана Весполи Джоди Уэст Индия Саммер Келли Мэдисон Кендра Ласт Лиза Энн Никита фон Джеймс Рэйлин Саманта Райан Таня Тейт Франческа Ли     |
| 13-я (2015)   |               | Кендра Ласт (I)  | Ава Аддамс Брэнди Лав Дана Весполи Джоди Уэст Джулия Энн Индия Саммер Келли Мэдисон Лиза Энн Никита фон Джеймс Нина Элле Таня Тейт Феникс Мари Франческа Ли                          |
| 14-я (2016)   |               | Кендра Ласт (II) | Ава Аддамс Ариелла Феррера Брэнди Лав Вероника Авлав Дана Весполи Джоди Уэст Джулия Энн Индия Саммер Мерседес Каррера Нина Хартли Нина Элле Сара Ванделла Феникс Мари Чери Девилль   |
| 15-я (2017)   |               | Чери Девилль (I) | Ава Аддамс Алексис Фоукс Бриана Бэнкс Брэнди Лав Вероника Авлав Джоди Уэст Джулия Энн Индия Саммер Кендра Ласт Мерседес Каррера Нина Элле Сара Ванделла Таня Тейт Феникс Мари        |
| 16-я (2018)   |               | Брэнди Лав       | Алексис Фоукс Ариелла Феррера Бриана Бэнкс Бриджит Би Джулия Энн Индия Саммер Кендра Ласт Мерседес Каррера Нина Элле Рейган Фокс Сара Ванделла Феникс Мари Франческа Ли Чери Девилль |
| 17-я (2019)   |               | Бриджит Би (I)   | Алексис Фоукс Брэнди Лав Вероника Авлав Джулия Энн Индия Саммер Кендра Ласт Лиза Энн Мерседес Каррера Нина Элле Райчел Райан Рейган Фокс Сара Ванделла Сара Джей Чери Девилль        |

### 2020-е годы
| Церемония/Год | Фото лауреата | Лауреат           | Номинанты |
| ------------- | ------------- | ----------------- | --- |
| 18-я (2020)   |               | Бриджит Би (II)   | Алексис Фоукс Алия Лав Бритни Эмбер Бруклин Чейз Брэнди Лав Ди Уильямс Индия Саммер Кендра Ласт Нина Элле Райан Кили Райчел Райан Рейган Фокс Сара Ванделла Чери Девилль        |
| 19-я (2021)   |               | Чери Девилль (II) | Алексис Фоукс Алура Дженсон Бриджит Би Бритни Эмбер Бруклин Чейз Брэнди Лав Ди Уильямс Кит Мерсер Лондон Ривер Мона Уэйлс Райан Кили Рейган Фокс Сара Ванделла Сильвия Сэйдж    |
| 20-я (2022)   |               | Алексис Фоукс     | Алия Лав Бриджит Би Брэнди Лав Джессика Райан Ди Уильямс Лондон Ривер Лорен Филлипс Наташа Найс Райан Кили Рейган Фокс Рэйчел Кавалли Сара Ванделла Сильвия Сэйдж Чери Девилль  |
| 21-я (2023)   |               | Рейган Фокс       | Алексис Фоукс Алия Лав Бриджит Би Ди Уильямс Кори Чейз Лондон Ривер Лорен Филлипс Наташа Найс Пенни Барбер Райан Кили Райчел Райан Сайрен де Мер Сильвия Сэйдж Чери Девилль     |
| 22-я (2024)   |               | Лорен Филлипс     | Алексис Фоукс Арабель Рафаэль Бриджит Би Ди Уильямс Лекси Луна Лондон Ривер Наташа Найс Пенни Барбер Райан Кили Рейган Фокс Рэйчел Кавалли Сайрен де Мер Чери Девилль Шей Сайтс |
| 23-я (2025)   |               | Пенни Барбер      | Алексис Фоукс Бриджит Би Брэнди Лав Ди Уильямс Кори Чейз Лекси Луна Лондон Ривер Лорен Филлипс Наташа Найс Рейган Фокс Райчел Райан Чарли Форд Чери Девилль Шей Сайтс           |